# Mavingouni
Mavingouni är en ort i Komorerna.   Den ligger i distriktet Grande Comore, i den västra delen av landet, i huvudstaden Moroni. Mavingouni ligger 43 meter över havet och antalet invånare är 1 390. Den ligger på ön Grande Comore.
Terrängen runt Mavingouni är varierad. Havet är nära Mavingouni åt nordväst. Runt Mavingouni är det tätbefolkat, med 411 invånare per kvadratkilometer. Närmaste större samhälle är Moroni, 1,6 km norr om Mavingouni. I omgivningarna runt Mavingouni växer i huvudsak städsegrön lövskog.